# Baltisches Deutsch
Als baltisches Deutsch oder Baltendeutsch wird in der Sprachwissenschaft das Idiom der deutschsprachigen Minderheit in Lettland und Estland vor allem aus der Zeit vor dem Zweiten Weltkrieg bezeichnet. Charakteristisch für das Idiom der Deutsch-Balten ist neben der besonders gefärbten Aussprache eine Vielzahl von Lehnwörtern, die ihren Ursprung bei den Nachbarvölkern haben. Darüber hinaus gibt es Eigenheiten in der Satzstellung und Regionalismen.

## Geographische Zuordnung

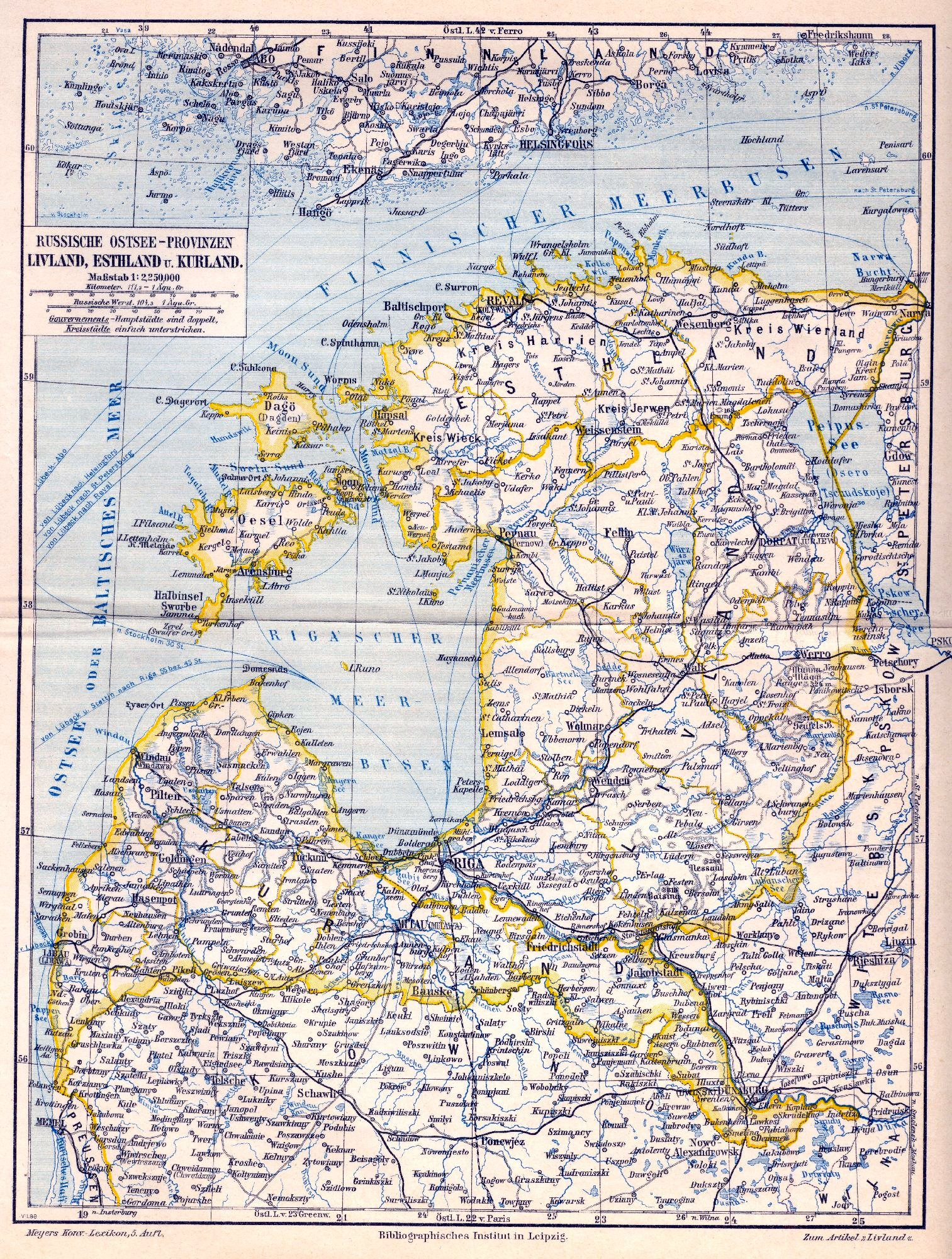
Karte der russischen Ostseeprovinzen Estland, Livland und Kurland

Der Begriff wird eingegrenzt auf das Territorium der heutigen Staaten Estland und Lettland (mit Ausnahme von Lettgallen), etwa gleichbedeutend mit den historischen russischen Ostseegouvernements. Zur Zarenzeit gab es einen deutschbaltischen Bevölkerungsteil, der sich in Sankt Petersburg niedergelassen hatte. Litauen wird zwar geografisch zum Baltikum gezählt, hatte aber eine wesentlich geringere Deutsch sprechende Bevölkerung und stand lange unter polnischem Einfluss. Lediglich im Memelland gab es einen größeren deutschen Einfluss, der aber dem Bereich des Preußischen Wörterbuchs zuzuordnen ist.

## Entstehung
Seit Beginn des 13. Jahrhunderts kam die Mehrheit der deutschen Einwanderer aus den niederdeutschen Sprachgebieten. Dies ist ein bedeutender Einfluss auf die Entwicklung des baltischen Deutsch. Bis etwa 1600 galt die mittelniederdeutsche Sprache, danach setzte sich Hochdeutsch mit vielen niederdeutschen Elementen durch. Die späteren Einwanderer kamen aus verschiedenen Deutsch sprechenden Ländern, außerdem aus Skandinavien und Russland. Dzintra Lele-Rozentāle erklärt die Einflüsse zur Bildung des „Baltischen Deutsch“ im 18. Jahrhundert wie folgt:

„Auf der Ebene der gesprochenen Sprache aber bestand der Kontakt zwischen Lettisch und Mittelniederdeutsch, Mittelniederdeutsch und Hochdeutsch, zwischen mittelniederdeutschen Dialekten (Nordniedersächsisch, Elbostfälisch, Westfälisch) und hypothetisch zwischen Lettisch und Livisch, Livisch und Mittelniederdeutsch .“

Im 18. Jahrhundert ereignete sich der abschließende Übergang vom Niederdeutschen ins Hochdeutsche. Woldemar von Gutzeit berichtet rückblickend aus dem Jahr 1864:

„Noch bis in die achtziger Jahre des verflossenen Jahrhunderts, und später selbst, wurde sie [die niederdeutsche Sprache] von dem Bürgerstande und auf Edelhöfen – am längsten von den Frauen und im vertraulichen Kreise – in Gebrauch gezogen, und noch manche Greise Rigas erinnern sich ihrer aus der Jugend her.“

Neben diesen Einflüssen gab es eine ständige Wechselwirkung mit den indigenen Völkern der Letten und Esten und anderen sprachlichen Minderheiten, vor allem den Russen. Diese Wechselwirkung bereichert einerseits den Wortschatz, andererseits wirkt sie in die Stellung der Wörter im Satz ein und hinterlässt Spuren in der Aussprache. In seiner Schrift „Wie man in Riga spricht“ hat Guido Eckardt die regionalen Unterschiede des baltischen Deutsch hervorgehoben, aber besonders die größte Stadt im Baltikum als Referenz für seine Wörtersammlung genommen. Das deutschbaltische Wörterbuch von Oskar Masing ist infolge von Kriegseinwirkung nicht vollendet worden; das Material ist weitgehend verloren. Die nach 1958 von Walther Mitzka begonnene und von Alfred Schönfeldt weitergeführte Sammlung von baltendeutschem Wortmaterial befindet sich im Herder-Institut (Marburg), ist aber inzwischen digitalisiert abrufbar. Der Philologe Wolfgang Laur unterscheidet die sozialen Schichten der Deutsch-Balten in ihrer Sprechweise als hochdeutsch, kleindeutsch und halbdeutsch sprechend. Die akademische Oberschicht orientierte sich seit der Mitte des 19. Jahrhunderts an einem an der Universität Dorpat (Tartu) gepflegten Standard-Deutsch.

## Wechselwirkung mit indigenen Sprachen
Da die deutschbaltische Minderheit gleichzeitig die Verwaltung, Kirchen und Schulen dominierte, lernten viele Letten und Esten die deutsche Sprache, um Zugang zu Bildung und Wohlstand zu erhalten, und übernahmen gleichzeitig viele deutsche Ausdrücke in ihre eigenen Sprachen. In den Ostseeprovinzen des Zarenreiches war Deutsch die Sprache der „Privilegierten“ und „Literaten“, die das autochthone Volk als „undeutsch“ ansahen, das erst durch den Erwerb von Deutschkenntnissen zu „Halbdeutschen“ aufsteigen konnte. Die Düna Zeitung veröffentlichte am 16. August 1906, während der Russischen Revolution, eine sehr moderate Stellungnahme zu den Begriffen undeutsch, halbdeutsch und knotendeutsch unter dem Titel: Wer ist Deutscher, wer Lette oder Este? Im gewerblichen und landwirtschaftlichen Leben entwickelten sich Pidgin-Sprachen, die meist abwertend als „Halbdeutsch“, „Knotendeutsch“, „Kullendeutsch“, „Ljurbendeutsch“, „Kadakdeutsch“, „Kaddikdeutsch“ oder „Wacholderdeutsch“ bezeichnet wurden. Aus lettischer Sicht wurde dieser Personenkreis „kārkļu vācieši“ oder „mazvācieši“ genannt. Ein typischer Vertreter dieser Gattung ist die Figur des „Švauksts“ aus dem Roman Mērnieku laiki der Brüder Reinis und Matīss Kaudzīte.
Im Umgang der deutschsprachigen Händler und Handwerker mit der Mehrheit der Bevölkerung entwickelte sich ein Jargon, der „Kleindeutsch“ und speziell in Riga „Dinakantisch“ genannt wurde.
August Wilhelm Hupel berichtet aus dem Baltikum der zweiten Hälfte des 18. Jahrhunderts: „Ohne auf die verschiedenen Stände zu sehen, theilt man des Landes Einwohner in zwo Hauptklassen, in Deutsche und Undeutsche. Unter den lezten versteht man alle Erbleute, oder mit einem Wort die Bauern. Wer nicht Bauer ist, heißt ein Deutscher, wenn er auch kein deutsches Wort sprechen kann, z. B. Russen, Engländer […] Zu dieser Klasse gehören der Adel, die Gelehrten, Bürger, Amtleute, freygebohrene Bedienten, auch sogar Freygelassene, sobald sie ihre vorige Kleidung mit der deutschen verwechseln.“

## Wortschatz

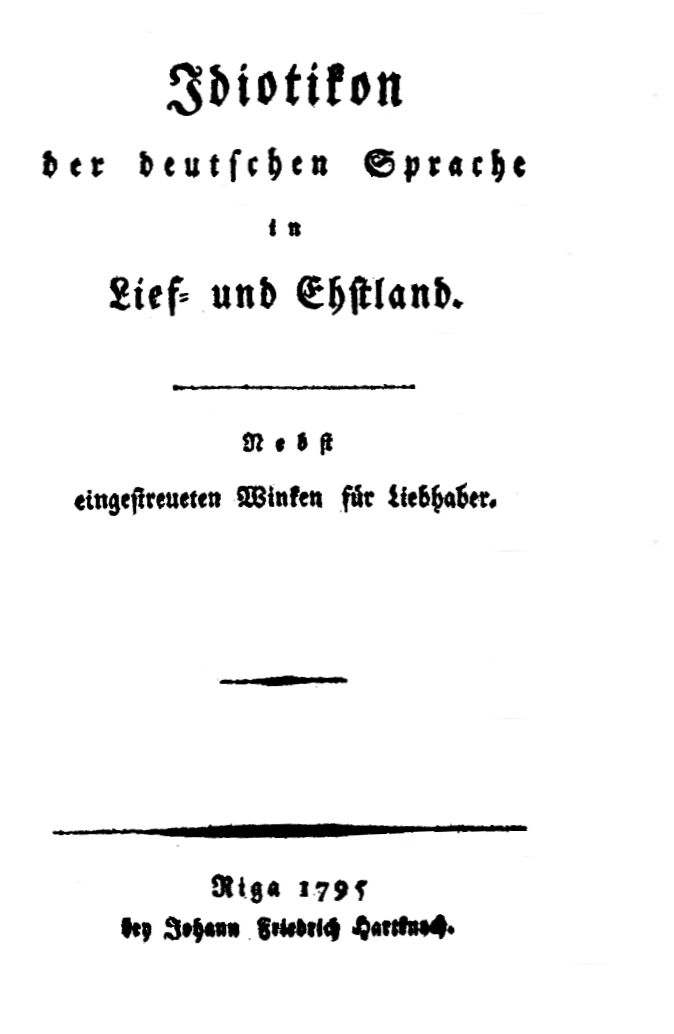
August Wilhelm Hupel (1737–1819) beschreibt den Wortschatz der Deutsch-Balten (1795)

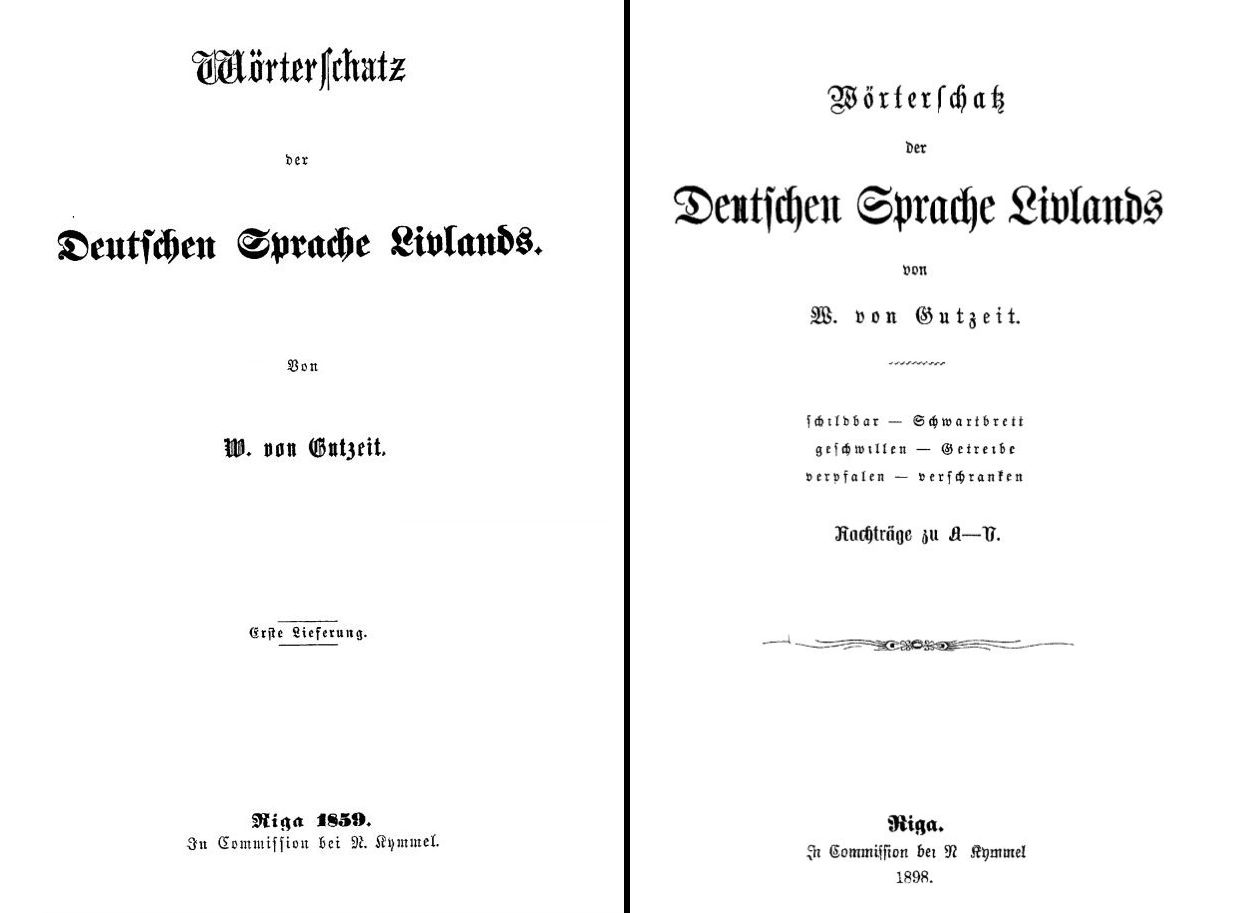
Woldemar von Gutzeit (1816–1900) beschreibt den Wortschatz der Deutsch-Balten (zwischen 1859 und 1898). Die Buchstaben W bis Z blieben unvollendet.

Baltisches Deutsch ist in mehr oder weniger umfangreichen Wörterbüchern aus dem Abschnitt Literatur dokumentiert. Dabei gibt es Unterschiede in der Zeit, der Region und der sozialen Ebene. Entsprechend der wechselnden Herrschaft sind die häufigsten etymologischen Quellen das Niederdeutsche, Lettische, Estnische, Livische, Russische, Polnische und Schwedische.
Der lettische Etymologe Konstantins Karulis (2000) zeigt zahlreiche Beispiele von Einflüssen des Lettischen auf das Baltische Deutsch. Die Einflüsse sind von dreierlei Art: lexikalisch (Entlehnung, Wortbildung), syntaktisch und phonetisch.
Stegmann (1951) zeigt ein Potpourri typischer Wörter aus dem Küchenmilieu:

„Wo ein ‚Trum’ auf der ‚Pliete’ steht, wo man das Wasser im ‚Spann’ holt und das Feuer mit ‚Spitzkis’ anmacht, wo man Verschüttetes mit ‚Luppaten’ aufwischt und im übrigen dem derben ‚Tumm’  einen sanft gebratenen ‚Kalkuhn’ vorzieht (um hinterher einen zitternden ‚Bubbert’, ein rosa ‚Kissell’ oder ein ‚Kummchen voll Schmantschaum’ zu speisen), wo man, wenn es einen ‚auskommt’, einen Blick in die ‚Handkammer’ zu tun, ‚Burken’ voller ‚Schwarz-, Strick- oder Pielbeeren’ stehen sieht – da befindet man sich zweifelsohne in einem baltischen Haushalt.“

## Gebrauch von Diminutiven
Verkleinerungsformen bekannter Wörter sind im baltischen Deutsch ebenso beliebt wie z. B. im Lettischen: „Kleining, Pupping, Sohning, Tanting, Tochting“.
Kohl (1841) beschreibt, wie die Deutschen den Gebrauch der Diminutive aus der lettischen Sprache übernehmen: „[Er] diminuirt selbst die grandiosesten Begriffe und spricht beständig von ‚Kühchen‘, ‚Oechschen‘, ‚Hundchen‘, ‚Städtchen‘ und ‚Städteleinchen‘, ‚Männerchen‘, ‚Bergchen‘, ‚Haufenchen‘, ‚Kirchlein‘, ‚Thürmchen‘, ‚Wäldchen‘ u.s.w. ja sogar den höchsten aller Begriffe, ‚Gott‘ diminuirt er […].“

## Besonderheiten in der Grammatik
Das baltische Deutsch zeigt ähnliche Abweichungen von der Standardsprache wie andere Mundarten. Einige Veränderungen folgen dem allgemeinen Trend einer Vereinfachung, die als Modernisierung der deutschen Sprache begriffen werden kann. Die folgenden Beispiele sind Auszüge aus Kobolt (1990).

### Artikel
- Das Genus einzelner Substantive kann mehrdeutig sein, so dass folgende Beispiele entstehen: Das Chor, das Draht, der Benzin, der Stroh, der Kabel.
- Durch Wegfall der femininen Endung entstehen neue Maskulina: Der Bork[e], der Sülz[e], der Kress[e], der Papp[e].

### Substantiv
- Bei der Pluralbildung können Endungen entfallen und Umlaute gebildet werden: Die Hemde[n], die Lichte[r], die Doktore[n], die Pastore[n], die Böte, die Bröte.
- Der Genitiv wird durch eine Dativkonstruktion ersetzt im Beispiel: „Dem Lehrer seine Mutter“ statt „Die Mutter des Lehrers“.
- Ein zweiteiliges Objekt erscheint als Pluralform wie: Hosen, Brillen, Zangen. (Diese Entwicklung hat Parallelen im Russischen, Estnischen und Lettischen).

### Verb
- Starke Konjugation findet sich in Atavismen wie: schrauben – geschroben.
- Beim Imperativ kann der Vokal unverändert bleiben wie in: werf!, sprech!
- Buchstabenvertauschung beobachtet man bei der Beugung einiger Verben nach dem folgenden Beispiel: rechnen, ich rechen, du rechenst, er rechent, wir rechen, ihr rechent, ich rechente, gerechent,…
- Die Konjugationsformen können eingeschränkt sein. Dadurch kann das Futur 1 durch Präsens ausgedrückt und das Perfekt durch das Präteritum verdrängt werden.

## Typische Aussprache
- Neben dem „Zungen-R“ charakterisieren zwei Besonderheiten die Aussprache der Deutschbalten: Der Diphthong „ei“ wird als „äi“ gesprochen und das „g“ klingt wie „ch“[20]. Siegfried von Vegesack gibt indirekt zu erkennen, wie die Deutsch-Balten mit dem „g“ umgehen, wenn er es im Reim mit „ch“ paart wie in den folgenden Auszügen:
  - Und ich hör die alte Standuhr schlagen
und ihr Räuspern nach dem Stundenschlag
so als wollte sie uns sagen:
„Jetzt paßt auf, – und zählt auch richtig nach!“
  - Und die braune Jauche steigt
wer eine Nase hat, entfleucht.
  - wie in einem Buch,
Zug um Zug,[21]
- Auch der Dichter Werner Bergengruen bekundete (mündlich), eine seiner Tanten habe ihren Nachnamen um 1900 immer noch betont „Berjengrien“ ausgesprochen.[22]
- Etwas übertrieben mundartlich klingen die folgenden Neckverse von livländischen Studenten über ihre Kommilitonen aus Riga (hier werden die Umlaute karikiert):
Alt-Riga ist’s wonach wir heißen.
Ha! welche Stadt hält dieser stand!
Wie kennen wir in Teenen preisen
den scheenen Ort am Dinastrand!
Die Große Gilde und die Beerse,
Wie greifen tief sie ins Gemiet!
Drum singen froh wir diese Verse;
Froh sind wir nur, wenn Riga blieht![23]
- Jacob Johann Malm (1795–1862) hat mit seinem Gedicht „Die Oberpahlsche Freundschaft“[24] auf humoristische Weise die typische Redeweise der estländischen Deutschen (genannt: Estländer) beschrieben. Das Gedicht war so populär, dass Viele es auswendig kannten. Der folgende Ausschnitt aus seinem Gedicht mit 100 Versen zeigt den Gebrauch estnischer Lehnwörter und einige typische Besonderheiten der durch das Estnische beeinflussten Aussprache:
  - die stimmhaften Konsonanten b, d, g werden durch die stimmlosen p, t, k ersetzt.
  - Der Laut „sch“ wird als „s“ gesprochen.
  - Wo im Hochdeutschen der Buchstabe „v“ wie „f“ gesprochen wird, gerät er hier zum „w“.
  - Der Umlaut „ü“ wird zum „i“.

| Oberpahlsch | Transkription |
| --- | --- |
| So tenkte ich tenn nu pei mir Und ging auf Warwad tann Wor oberpahlse Wreind sein Tier Und pompste krimmig an. | So dachte ich denn nun bei mir Und ging auf Zehen dann Vor oberpahlschem Freund seine Tür Und paukte grimmig an. |

## Baltisches Deutsch in der Belletristik
- Thomas Mann hat die Sprache der Deutsch-Balten in seinem Roman Buddenbrooks durch einen typischen Vertreter repräsentiert: Pastor Sievert Tiburtius aus Riga: Erbarmen Sie sich, Frau Konsulin! Welch einen Schatz und Gottessegen besitzen Sie in Ihrer Tochter Klara! Das ist wohl ein herrliches Kind!
- Siegfried von Vegesack zeigt in seiner Trilogie Die Baltische Tragödie gegen Ende des zweiten Teils im Kapitel „Juli Vierzehn“ den Konflikt eines Deutsch-Balten in Berlin, wenn er als „Deutsch-Russe“, Litauer, Lette oder Este eingestuft wird. Während sich der Deutsch-Balte in erster Linie als Deutscher empfindet, fühlt er sich in Deutschland als „Halb-Deutscher“ missachtet.
- Der deutschbaltische Schriftsteller Oskar Grosberg verfasste Romane und Erzählungen aus dem deutschbaltischen Milieu, darunter Rigasches Deutsch.[25]
- Oskar Grosberg schreibt in seinem Roman Meschwalden, wie ein baltischer Gutspächter von seiner Reise nach Deutschland erzählt: … Wie etwa seine Frau im Hotel dem Stubenmädchen sagte, sie möge doch mit einem Spann und Luppat kommen, um die Diele, auf die sie den Inhalt einer Kaffeetasse versehentlich gegossen, aufzunehmen und wie das Stubenmädchen sie wie so ’ne Dojahnsche angeschaut hatte und man sich mit der Marjell schließlich mit Zeichen verständlich machen musste. „So dumm sind die Menschen, dass sie nicht einmal ordentlich Deutsch verstehen!“
- Harry Siegmund schildert in seinen Memoiren Rückblick. Erinnerungen eines Staatsdieners in bewegter Zeit den Studienbeginn 1928 in Königsberg: Inmitten dieser farbentragenden, etwas hochmütig wirkenden Verbindungsstudenten fühlte ich mich zusätzlich verunsichert und machte keinen Versuch, mich ihnen zu nähern und zu unterhalten. Ich schwieg auch, weil ich fürchtete, mit meiner baltischen Sprechweise als Fremder aufzufallen und ihnen in jeder Hinsicht unterlegen zu sein.
- Der Arzt Heinrich Bosse (1869–1946) beschreibt in seinem Bericht Unsere Frau Feldmann, wie eine resolute Pächtersfrau die Nebenbuhlerin vertreibt: „Hären Sie, Person, wenn Sie nich in eine Stunde bei Station sind, schneid ich Ihnen Hals ab! Ich geh Färd anspannen und wärd Ihnen selber fihren. Sie haben halbe Stunde Zeit. Kaffe steht auf Tisch, Schinken geb ich mit. Pascholl, aus Bett heraus! Mein Mann wollen Sie wissen? Ich hab ihm auf Heischlag geschickt, Veilchen pflicken! Biljett werd ich kaufen, in Graben schmeiß ich nich!“[26]

## Texte in kleindeutscher oder halbdeutscher Sprache
- Die Oberpahlsche Freundschaft. Ein Gedicht in deutsch-estnischer Mundart von Jacob Johann Malm. – Mit einer linguistisch- und literar-historischen Einleitung zum ersten Male herausgegeben von Paul Theodor Falck. Wilhelm Friedrich, Leipzig 1881 ()
  - Jacob Johann Malm: Die Oberpahlsche Freundschaft. Deutsch-ehstnisches Gedicht. Verlag Ferdinand Wassermann, Reval 1900; Reprint Harry von Hofmann Verlag, Hamburg 1961 oder Bibliolife 2008, ISBN 978-0-559-65133-5 Digitalisiert.
- Schanno von Dinakant (N. Seemann von Jesersky): Dinakantsche Geschichten in Gedichten, aufgemacht von Schanno von Dinakant. Nachdruck der Ausgabe Riga 1904. Verlag Harro von Hirschheydt.
- N. Seemann von Jesersky: Dinakantische Geschichten in Gedichten und Rigasches Wörterbuch (mit über 2000 Wörtern „dinakantisch“). 2. Auflage. 1913 (Nachdruck: Verlag Harro von Hirschheydt, Hannover 1967).
- Bernhard Semenow: Schanno in der Tinte. 6 „haarig dolle“ Schlußerlebnisse des Schanno von Dinakant. Frei von der Leber und nach der Natur, sowie nach gehöriger Korrektur. Nachdruck der Ausgabe Riga 1906. Verlag Harro von Hirschheydt.
- Bernhard Semenow: Schanno als „Roter“. 6 abermals sehr „dolle“, doch gar nicht schauervolle Streikerlebnisse d. Schanno v. Dinakant. Frei von der Leber und ohne Zensur! Sowie nach gehöriger Korrektur. Nachdruck der Ausgabe Riga 1906. Verlag Harro von Hirschheydt.
- Bernhard Semenow: Schanno als Waldbruder 6 stramme, haarge, dolle, kniffliche, gruselvolle Abenteuer des Schanno von Dinakant. Frei von der Leber und ohne Zensur, sowie nach gehöriger Korrektur. Nachdruck der Ausgabe Riga 1907. Verlag Harro von Hirschheydt.
- Rudolf Seuberlich (Lokalpoet, Erfinder des Jeannot / Schanno): Baltische Schnurren. N. Kymmel’s Buchhandlung, Riga 1898.
- Walter von Wistinghausen: Verwalter Pirk sein Hausboesie. Gereimtes Allerlei in estländischem Halbdeutsch. Verlag Kluge & Ströhm, Meine/Hannover 1954.